# ディルク・ブロッセ
ディルク・ブロッセ（オランダ語: Dirk Brossé、1960年2月18日 - ）は、ベルギーの指揮者、作曲家。

## 経歴
1960年、オースト＝フランデレン州ヘントに生まれた。ヘント王立音楽院で音楽理論、和声法、トランペット、ピアノ、ブリュッセル王立音楽院で対位法、フーガを学んだ。その後マーストリヒト、ウィーン、ケルンで指揮を学び、ケルン音楽大学でディプロマを取得した。
現在はヘント王立音楽院で作曲と指揮の教授を務めている。
指揮者として、ベルギー国内ではフランドル放送管弦楽団やロイヤル・フランダース・フィルハーモニー管弦楽団、ベルギー国立管弦楽団と共演し、国外ではロンドン・フィルハーモニー管弦楽団、上海フィルハーモニー管弦楽団、シカゴのエルジン交響楽団などヨーロッパのみならずアジア、南北アメリカのオーケストラにも招かれている。
ヘントのフランドル国際映画祭のコンサートに出演し、1999年、2000年、2002年の東京国際音楽祭においてスーパー・ワールド・オーケストラの指揮者を務めた。また、1999年と2004年に大阪市音楽団の演奏会で自作やベルギーの吹奏楽曲などを指揮している。さらに、フランドル文化大使にも任命されている。

## 作曲作品とその特徴
作品は管弦楽、吹奏楽、室内楽、歌曲の他、劇音楽やミュージカル、映画音楽を手がけている。フランドル政府の委嘱によりサッコ・ヴァンゼッティ事件をテーマにした「サッコとヴァンゼッティ」、エルジェの漫画「タンタンの冒険旅行」に基づく「タンタン 〜太陽の神殿」の2つのミュージカルが特に知られる。また、数々のベルギー映画の音楽にも携わっている。
「サッコとヴァンゼッティ」や、1983年にエルサルバドルで化学兵器に関する調査活動中に反体制派ゲリラに殺害された人権活動家マリアネリャ・ガルシア・ビリャスに触発された「オスカー・フォー・アムネスティー」、コソボ紛争を題材にしたクラリネットのための「戦争協奏曲」など、社会的なテーマの作品が注目を集めている。

### 管弦楽曲
- 7インチ・フレーム (7 Inch Framed)
- オスカー・フォー・アムネスティー (Oscar for Amnesty)
- エル・ゴルペ・ファタル (El Golpe Fatal)
- クラリネットと管弦楽のための「戦争協奏曲」 (War Concerto for Clarinet and Orchestra)

### 吹奏楽曲
- 祝典のための音楽 (Music for a Celebration)
- マイルストーン序曲 (Milestone Overture)

その他に上記管弦楽曲の吹奏楽版がある。

### 映画音楽
- 神父ダーンス (Daens) - 1993年アカデミー外国語映画賞ノミネート作品
- マリー (Marie) - 1994年ヴェネツィア国際映画祭フランス映画部門優秀賞ノミネート作品

### ミュージカル
- サッコとヴァンゼッティ (Sacco and Vanzetti)
- タンタン 〜太陽の神殿 (Tintin - Prisoners of the Sun)